# Licorne dans la culture populaire

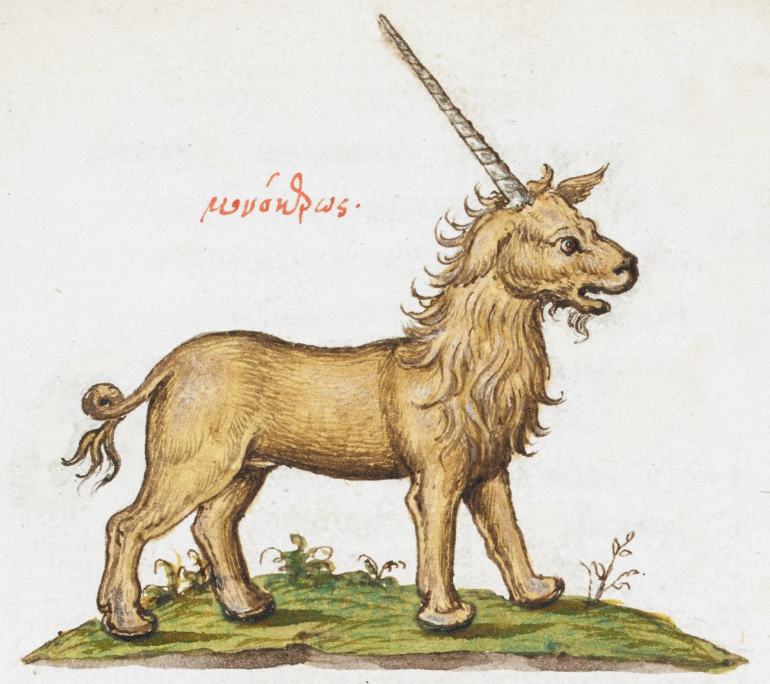
Illustration d'une licorne/monocéros dans une encyclopédie médiévale

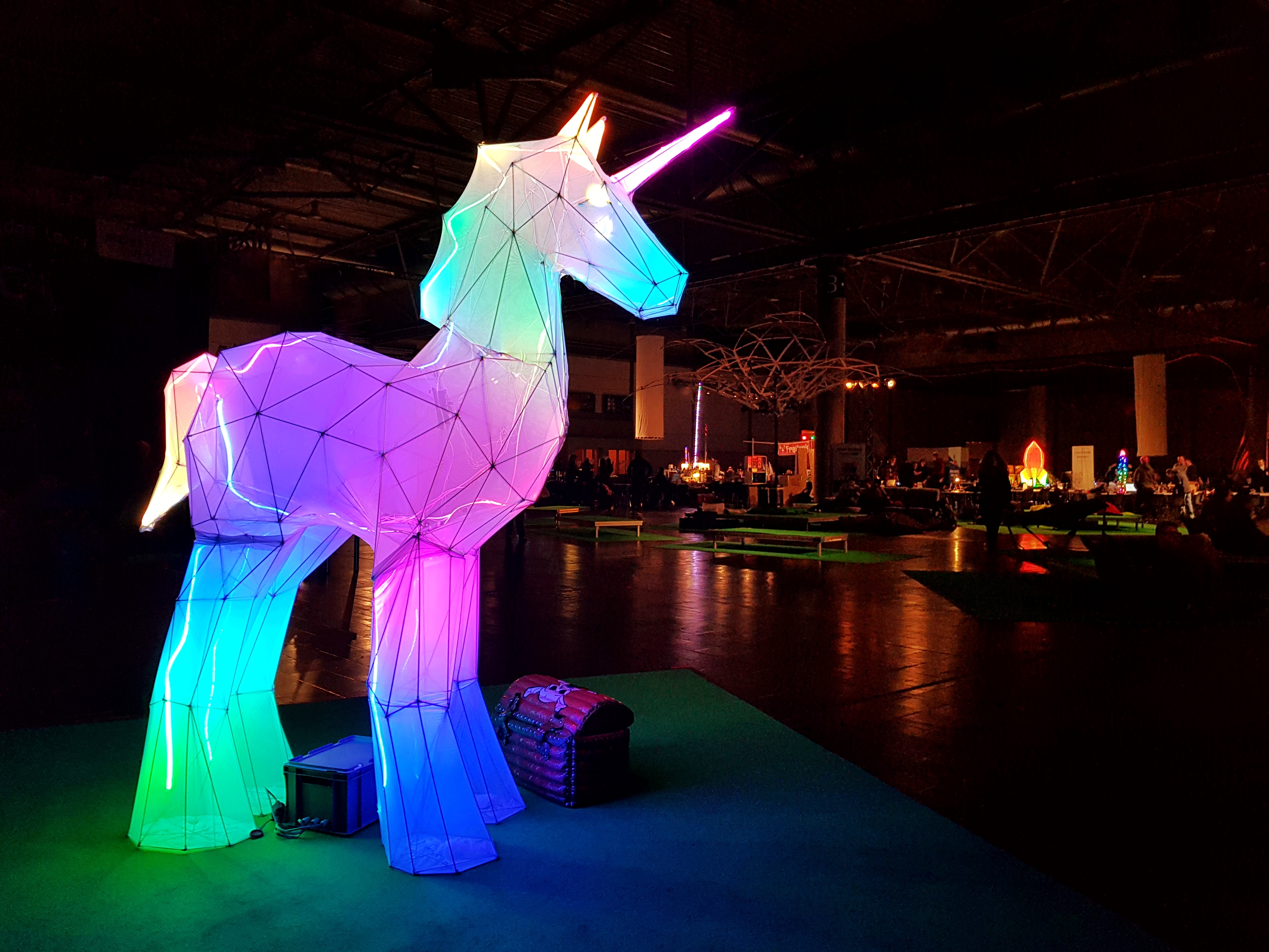
Sculpture de licorne multicolore

La licorne a rejoint la culture populaire, passés des siècles de présence dans des ouvrages d'histoire naturelle et des récits d'exploration. L'œuvre la plus connue est La Dernière Licorne de Peter S. Beagle. Depuis le début des années 2000, elle est très présente dans la culture internet, souvent de manière parodique (Licorne rose invisible, Charlie la licorne, etc).

## Littérature
- La Licorne (Das Einhorn), 1966), un roman de Martin Walser.
- La Licorne de fiel, roman de Denis Nerincx inspiré par la symbolique alchimique et l'œuvre de Carl Gustav Jung.
- Sur la piste de la licorne, un roman décalé de Mike Resnick, où un détective privé voit un elfe apparaître dans son bureau et lui demander son aide afin de retrouver une licorne dont il avait la garde.
- « L'histoire de la licorne » de Michael Morpurgo, dans Au pays de mes histoires, une nouvelle racontant la fascination et l'envoutement d'un jeune pour les contes et la lecture.
- Dans le livre de Michel Bussi, Tout ce qui est sur terre doit mourir - La dernière Licorne - ou l'histoire des dernières licornes sur le Mont Ararat.
- En littérature jeunesse, un épisode de la série Mes premières enquêtes d'Emmanuel Tredez, aux Editions Auzou, voit les héros s'interroger sur l'existence de ces créatures et partir à la recherche de "preuves" : Sur les traces de la licorne (2019)

### Fantasy

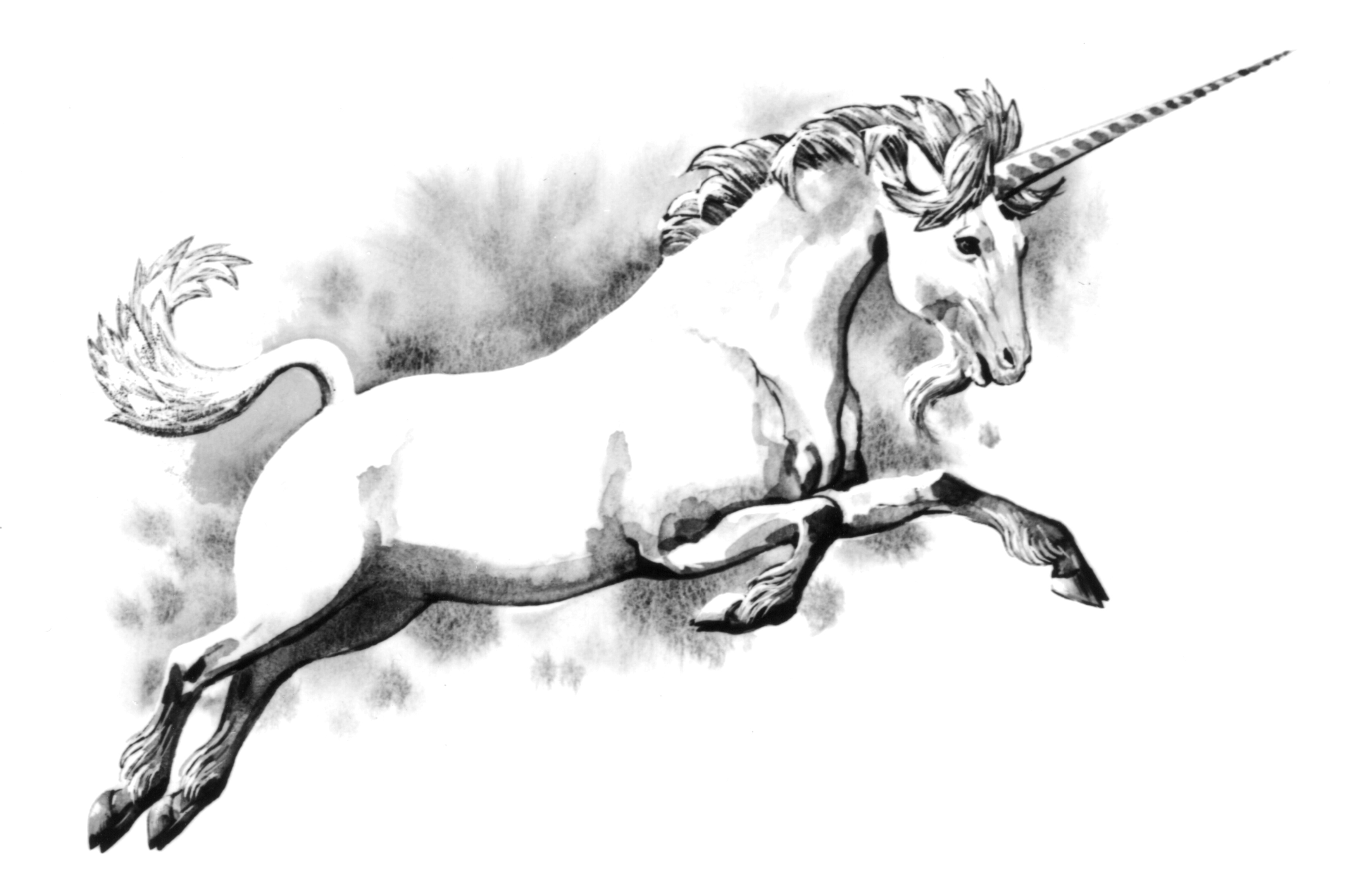
Illustration d'une licorne telle que présentée dans les récits de fantasy

Une étude de la licorne dans les romans de fantasy fait remarquer qu'elle « n'échappe pas totalement à la fatalité de la violence, car elles ne sont évoquées que dans des contextes tragiques », ainsi, dans le roman de Terry Brooks, La Licorne noire, cette créature est nettement mentionnée comme maléfique, tout comme Imraith-Nimphaïs, la licorne ailée de Fionavar, qui est invoquée pour les meurtres, et dont la corne ruisselle fréquemment de sang. Terry Pratchett mentionne aussi une licorne blanche qui a un « côté maléfique ». Dans le premier tome de Harry Potter, c'est le meurtre des licornes qui fait découvrir la présence de Voldemort, et le même type de meurtre fait que la Reine des Sorcières cherche à s'emparer de l'étoile dans Stardust. Les licornes blanches mentionnées dans les romans de Terry Brooks furent capturées par des hommes qui les enfermèrent dans des grimoires afin de s'approprier tous leurs pouvoirs.
Les licornes sont présentes dans le roman de Lord Dunsany, La Fille du roi des elfes, ainsi que dans La Tapisserie de Fionavar, L'Histoire sans fin et le Monde de Narnia. L’œuvre de fantasy la plus connue est La Dernière Licorne, (The Last Unicorn), un roman de Peter S. Beagle publié en 1968, dont l'héroïne est une licorne. Les nouvelles Le rhinocéros qui citait Nietzsche et La licorne de Julie du même auteur (in Le Rhinocéros qui citait Nietzsche, The Rhinoceros Who Quoted Nietzsche and Other Odd Acquaintance, mettent aussi en scène des licornes. Les Dames à la licorne, roman de René Barjavel sorti en 1974. Le Signe de la Licorne, un roman de Roger Zelazny, dans le cycle des Princes d'Ambre, décrit la rencontre des protagonistes avec une licorne solitaire et blanche dans une forêt, l'animal ayant les sabots et la corne dorés. La trilogie de Lyonesse de Jack Vance mentionne une île au large de la Bretagne, où l'on trouve le Graal et la cité d’Avalon, ainsi que des licornes blanches utilisées par les familles royales. La Malédiction de la Licorne est un roman de Bernard Simonay, dans le cycle de Phénix, où l'héroïne porte la licorne sur son blason. Dans le cycle Gallica d'Henri Loevenbruck, la Licorne est la plus noble et la plus rare des Brumes, créatures surnaturelles partageant la Terre avec les hommes, dont font aussi partie les loups, les vouivres et plusieurs autres animaux légendaires.

#### Saga Harry Potter
Dans la saga romanesque Harry Potter, les licornes sont décrites comme de puissantes créatures magiques difficiles à capturer, et leur sang, qui est de couleur argentée et brillant à la lumière de la lune, est un élixir de longue vie. Tuer une licorne est un acte ignoble et celui qui se risque à le faire ne gagne qu'une demi-vie maudite. Le sang de licorne permet de survivre même si l'on est sur le point de mourir, mais au prix de la mort d'un être pur (la licorne elle-même). Les cornes de licorne sont de couleur argentée et font l'objet d'un commerce, tout comme leurs crins qui servent à la fabrication de baguettes et de potions. Les licornes elles-mêmes sont décrites comme de couleur blanche éclatante, avec des sabots d'or, de longues jambes minces et une crinière gris perle. Elles sont attirées par la délicatesse féminine. À la naissance, leur robe est couleur d'or pur, puis devient argentée vers deux ans. Leur corne pousse vers quatre ans et elles sont adultes à sept ans, âge auquel elles deviennent blanches,.

### Science fiction
Anne McCaffrey a créé une saga autour d'Acorna, une licorne humanoïde qui est trouvée dérivant dans l'espace après la destruction de son vaisseau. Elisabeth Vonarburg inclut au cycle de Tyranaël des licornes extra-terrestres et carnivores.

## Bande dessinée
- Le Secret de La Licorne est une bande dessinée de la série de Tintin, par Hergé, où un vaisseau nommé La Licorne a sombré au XVIIIe siècle en engloutissant avec lui un fabuleux trésor. Le nom du navire vient de ce que sa figure de proue représente une licorne.
- Unico est un manga d'Osamu Tezuka qui met en scène une petite licorne possédant de nombreux pouvoirs magiques.
- Jabu est le chevalier de la licorne dans le manga et la série d'animation Saint Seiya[4].
- La Licorne d'Anthony Jean et Mathieu Gabella aux éditions Delcourt raconte l'histoire de médecins, pendant la Renaissance, confrontés aux nouvelles découvertes concernant le corps humain. Or, ces savants, Ambroise Paré, Vésale, Nostredame, découvrent que ce n'est pas le savoir antique qui est remis en cause, mais bien le corps humain qui est en train de changer. Qui le transforme, pourquoi, comment ? Les réponses viendront d'une race de créatures étranges dirigées... par la Licorne.

## Cinéma
La licorne apparaît assez rapidement sur grand écran et dès 1955, le film L'Enfant et la Licorne de Carol Reed raconte une histoire entièrement basée sur cette créature. La Dernière Licorne est un long métrage d'animation de 1982, adapté du roman de Peter S. Beagle, dans lequel une licorne isolée dans une forêt se met en quête de ses semblables, tout comme dans le roman. Legend est un film de Ridley Scott sorti en 1986, dans lequel les licornes protègent le monde et jouent un rôle assez important. Nico la licorne est un film sorti en 1998, où un petit garçon de 12 ans, Billy, adopte une ponette maltraitée par son maître, qui donne naissance à un poney qui se transforme en licorne. U est un film d'animation français de 2006 où la jeune princesse Mona attire par ses pleurs une petite licorne qui vient l'aider, avant que la découverte de l'amour ne les sépare inévitablement, il rejoint donc la symbolique selon laquelle les licornes protègent les femmes vierges. Dans le film Blade Runner, le personnage principal rêve d'une licorne. Dans le film Le Lion, la Sorcière blanche et l'Armoire magique sorti en 2005, Peter Pevensie monte une licorne durant la première bataille.

## Télévision
- She-Ra, la princesse du pouvoir est une série d'animation américaine dans laquelle Éclair est le cheval d'Adora. Sous l'effet magique de l'épée du pouvoir, Éclair se transforme en Fougor, licorne ailée douée de parole.
- Le Sourire du dragon est une série d'animation américaine dans laquelle une petite licorne nommée Uni se lie d'amitié au personnage de Presto.
- Dans l'épisode Sing For The Unicorn de la série d'animation de The Legend of Zelda, une licorne ailée est dérobée à une jeune fille des Sheikah par Ganon.
- Princesse Starla et les Joyaux magiques est une série d'animation américaine dans laquelle les chevaliers d'Avalon montent trois licornes nommées Moondance, Sunstar et Ombre chantante.
- My Little Pony (My Little Pony: Friendship Is Magic) est une série d'animation américaine dans laquelle les licornes sont une des trois races principales peuplant le monde d'Equestria avec les poneys et les pégases. Elles possèdent toutes le don de télékinésie, couplé à un ou plusieurs pouvoirs spécifiques à chacune. Il y existe aussi des alicornes, race très ancienne possédant à la fois une corne et des ailes, généralement promues au titre de dirigeantes du fait de leur grande puissance.
- Regular Show est une série série d'animation américaine à l'humour absurde dans laquelle les licornes sont de jeunes zonards attirés par le déodorant masculin, aimant faire la fête et jouer de mauvais tours.
- dans la série ;surnaturelle saison 7 épisode;plucky pennywhistle's magical menagerie;la licorne poursuit un homme et le transperce avec sa corne.

## Jeux

### Donjons et dragons
Un manuel entier du jeu de rôle Donjons et Dragons est consacré aux licornes. On[Qui ?] distingue une espèce principale, la licorne sylvestre, et 10 sous-espèces : l’alicorne, la pyrocorne, la licorne noire, la rouanicorne, la licorne de féerie, la cryocorne, la chromacorne, la licorne de mer, l’unisus et la zébracorne.
La plupart d'entre elles vivent pour protéger les forêts et communiquent régulièrement avec les fées, les pixies, les dryades et les elfes. Ce sont de puissantes créatures magiques et la plupart de leurs capacités proviennent de leur corne. Elles vivent plus de mille ans, peuvent détecter les maléfices et les mauvaises intentions, et émettent une aura qui les protègent de la plupart des sorts maléfiques. Le contact avec leur corne soigne et guérit du poison. Une fois par jour, la licorne peut se téléporter où elle le souhaite dans sa forêt. Elles attaquent en utilisant leur corne comme une arme pour empaler leurs ennemis, ou avec leurs sabots. Les licornes sont très recherchées pour les propriétés magiques de leur corne et leur valeur comme monture. Les licornes sont capables de dialoguer.

### Autres
- De nombreuses cartes représentent des licornes dans le jeu Magic : l'assemblée[9].
- La licorne est l'une des montures des elfes sylvains dans l'univers de Warhammer.
- Certaines figurines de la série de jouets Mon petit poney sont des licornes[10][source insuffisante].
- Galopa est un Pokémon qui ressemble à une licorne de feu.
- Dans le jeu vidéo Final Fantasy X, l'une des chimères que Yuna peut invoquer au combat est une licorne, Ixion, qui maitrise la foudre originelle[11].
- Dans le jeu The Elder Scrolls IV: Oblivion, le monde abrite une seule et unique licorne, et le joueur peut choisir de la monter ou de la tuer pour sa corne.
- Dans le jeu Red Dead Redemption, trouver et dresser une licorne est un des éléments qui permet de débloquer une tenue.
- Dans la série Monster Hunter, on[Qui ?] peut affronter une licorne appelée Kirin]
- Robot Unicorn Attack est un jeu vidéo de plates-formes développé en Flash par Scott Stoddard, publié sur Internet le 11 février 2010. Robot Unicorn Attack présente un univers unique, très kitsch, et semble directement tiré d'un rêve de petite fille, ce qui lui confère cet aspect de monde magique et merveilleux. Le personnage principal est une licorne blanche à la crinière et à la queue des couleurs de l'arc-en-ciel.
- Dans le MMORPG Flyff, les licornes augmentent le Point de vie (HP) du joueur.
- Dans World of Warcraft de Blizzard Entertainment, la monture palefroi quel'dorei[Quoi ?] est une licorne. D'autres ayant la même apparence seront rajoutées dans l'extension World of Warcraft: Legion.

## Sport
La licorne est l'emblème de l'Amiens SC, club de football professionnel basée à Amiens en Picardie. Elle est représentée sur le logo du club, et le joue dispute ses matches à domicile au stade de la Licorne.

## Culture internet
- Charlie la licorne, web série psychédélique et absurde
- Planet Unicorn
- La série My Little Pony (My Little Pony: Friendship Is Magic) est devenue un phénomène internet, avec la formation d'un fandom composé en partie d'hommes de 21 ans en moyenne[12]. La popularité croissante de My Little Pony sur 4chan a mené à la création ou l'adaptation de mèmes.
- Sur Wikipédia, une licorne est un wikipédien inscrit sur le site depuis 2013[13].

## Toponyme

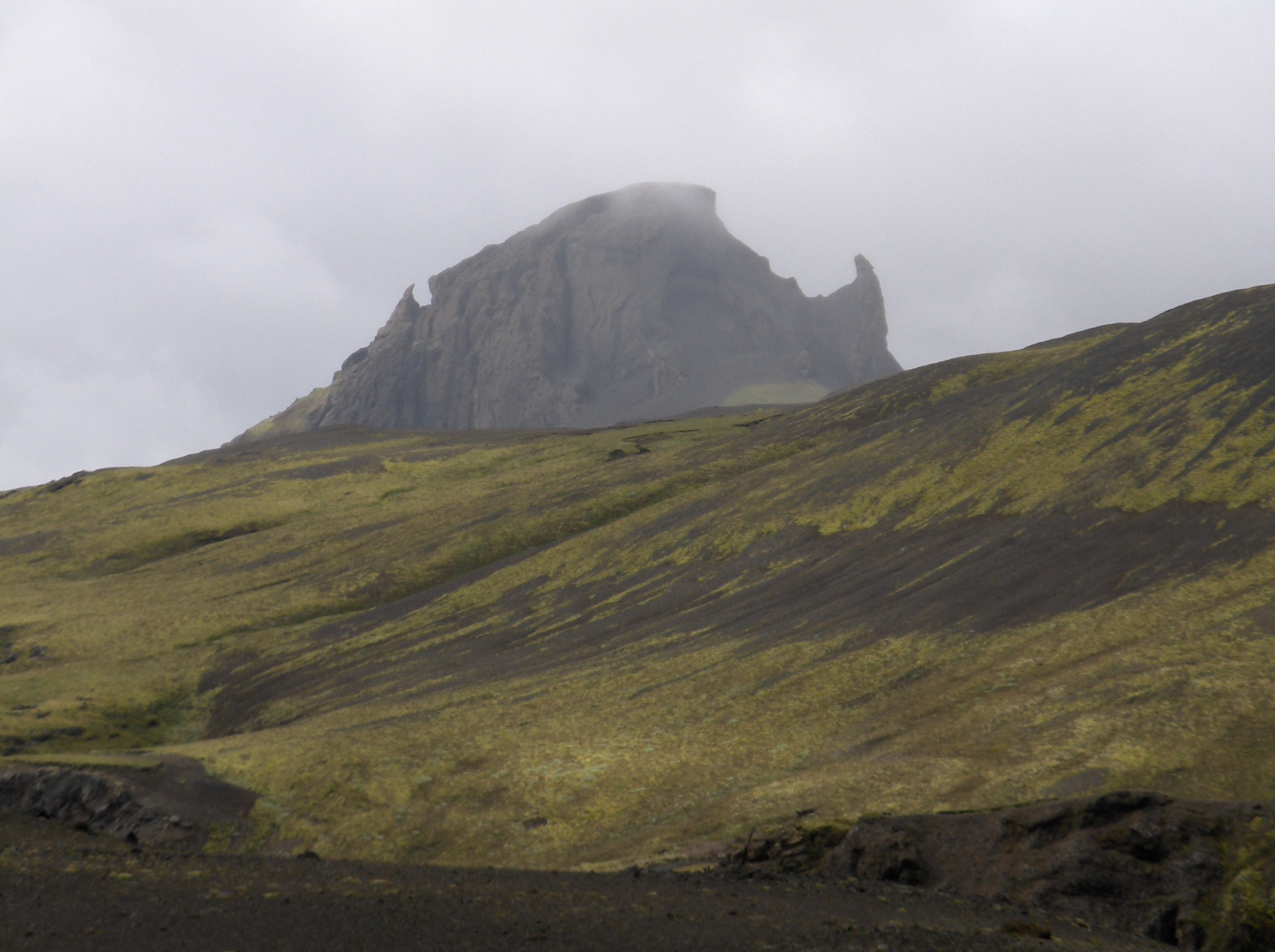
L'Einhyrningur

L'Einhyrningur est une montagne d'Islande dont le nom, qu'elle doit à sa forme, signifie « la licorne ».

## Journée de la licorne
La journée de la licorne est célébrée tous les 9 avril depuis le milieu des années 2010. Ayant pour origine les pays anglo-saxons, cette fête devient par la suite mondiale,,,.